# Eleccions cantonals franceses de 2008

Presidències dels nous cantons

Les elections cantonals franceses de 2008 es van celebrar els dies 9 i 16 de març de 2008. Eren previstes per al 2007, però per a no sobrecarregar l'any, ja que s'hi celebraren les presidencials i les legislatives, es van traslladar al 2008, com els municipals. L'esquerra guanyà a 55 departaments, contra 44 la dreta.

## Resultats per vots
| Partits polítics o coalitcons | Partits polítics o coalitcons                  | Vots (1a volta) | Vots (1a volta) | Vots (2a volta) | Vots (2a volta) |
| Partits polítics o coalitcons | Partits polítics o coalitcons                  | #               | %               | #               | %               |
| ----------------------------- | ---------------------------------------------- | --------------- | --------------- | --------------- | --------------- |
|                               | Partit Socialista (PS)                         | 3.572.789       | 26,73           | 2.415.348       | 35,11           |
|                               | Partit Comunista Francès (PCF)                 | 1.172.378       | 8,77            | 387.397         | 5,63            |
|                               | Divers gauche (DVG)                            | 898.717         | 6,72            | 506.403         | 7,36            |
|                               | Els Verds                                      | 558.612         | 4,18            | 106.789         | 1,55            |
|                               | Partit Radical d'Esquerra (PRG)                | 183.208         | 1,37            | 100.861         | 1,47            |
|                               | Esquerra parlamentària                         | 6.385.704       | 47,77           | 3.516.798       | 51,12           |
|                               |                                                |                 |                 |                 |                 |
|                               | Unió pel Moviment Popular (UMP)                | 3.158.400       | 23,63           | 1.843.500       | 26,80           |
|                               | Divers droite (DVD)                            | 2.016.938       | 15,09           | 1.035.770       | 15,06           |
|                               | Nou Centre (NC)                                | 265.318         | 1,99            | 161.575         | 2,35            |
|                               | Dreta parlamentària                            | 5.440.656       | 40,71           | 3.040.845       | 44,21           |
|                               |                                                |                 |                 |                 |                 |
|                               | Front Nacional (FN)                            | 647749          | 4,85            | 11232           | 0,16            |
|                               | Moviment Demòcrata (MoDem)                     | 590.519         | 4,42            | 202.439         | 2,94            |
|                               | Divers i sense eyiqueta                        | 129.925         | 0,97            | 68.486          | 1,00            |
|                               | Regionalistes, autonomistes i independentistes | 58.441          | 0,44            | 14.785          | 0,21            |
|                               | Extrema esquerra                               | 50.047          | 0,37            | 7.825           | 0,11            |
|                               | Ecologistes                                    | 40.966          | 0,31            | 17.466          | 0,25            |
|                               | Extrema dreta (EXD)                            | 19.918          | 0,15            | -               | -               |

## Nombre de consellers electes per partits
- PS: 1.608 (+ 172) (38,44% del total de consellers)

- UMP: 976 (-136) (23,36%)

- Dreta diversa: 646 (-42) (15,44%)

- Esquerra diversa: 312 (+33) (7,46%)

- PCF: 234 (-12) (5,59%)

- Sense etiqueta: 133 (+11) (3,18%)

- PRG: 84 (+3) (2,01%)

- MoDem: 57 (-10)	(1,36%)

- NC: 50 (+2) (1,20%)

- Els Verds: 40 (-6) (0,96%)

- MRC: 13 (-5) (0,31%)

- Ump-Rad: 10 (-6) (0,24%)

- MPF: 10 (-1) (0,24%)

- Regionalistes, autonomistes i independentistes: 7 (0,17%)

- CPNT: 2 (-1) (0,05%)

Total : 4 182 (100,00%) 